# Muzeum Dr. Aleše Hrdličky
Muzeum Dr. Aleše Hrdličky je muzeum v Humpolci, muzeum je umístěno v bývalé škole na Horním náměstí čp. 273, bylo založeno v roce 1895 a zřizováno je městem Humpolec. Muzeum je pojmenováno po humpoleckém rodákovi Aleši Hrdličkovi.

## Historie
Muzeum bylo založeno v roce 1895, kdy tomu předcházely přípravy na Národopisnou výstavu v Humpolci, ta se měla uskutečnit v září 1894, přípravy pro výstavu prováděl hospodářský spolek s jednatelem učitelem Václavem Sobotkou, tomu pomáhal opat želivského kláštera Ferdinand Bursík, sebrané předměty měly být vystaveny v měšťanských školách, hospodářské škole, tkalcovské škole, poblíž radnice a na Riegrově náměstí. Výstava se konala od 1. do 9. září 1894. Josef Kopáč posléze založil v květnu 1895 Muzejní společnost humpoleckou a 14. června téhož roku proběhla ustavující schůze a předsedou byl zvolen lékárník Richard Walleský.
Muzeum pro své sbírky získalo propůjčenou místnost na radnici, později přibyla ještě místnost druhá, v roce 1902 muzeum získalo tři místnosti na staré poště na Riegrově náměstí. v roce 1910 se muzeum přesunulo do domu čp. 276. V roce 1927 muzeum získalo příspěvek na zakoupení vlastní budovy a v roce 1933 muzeum získalo budovu bývalé dívčí školy na Riegrově náměstí. Muzeum pak mělo být otevřeno v červenci 1935, nakonec však bylo veřejnosti otevřeno až 27. října 1935. Již v tu dobu byla součástí muzea umělá selská jizba. Stejně tak se část věnovala starým tiskům a první světové válce.
V době druhé světové války muzeum muselo uschovat cennější předměty a ve sklepě muzea byl vybudován protiletecký kryt. Muzeum svoji činnost plně nepřerušilo, ale přesto se za druhé světové války dále nerozvíjelo, po válce bylo muzeum znovuotevřeno již 15. července 1945. V roce 1951 byla rozpuštěna muzejní společnost a 1. ledna 1952 došlo k předání sbírek městu a k vzniku Městského muzea v Humpolci. Muzeum pak bylo otevřeno 4. května 1952. Po roce 1955 již muzeum nespravoval jeho tehdejší zakladatel Josef Kopáč, zemřel a po něm správu muzea převzali Bohumil Mysliveček a Jiří Rychetský, v roce 1957 nastoupil do muzea první zaměstnanec Dr. Zdeněk Šolle.
V roce 2002 byla rekonstruována národopisná expozice a také byly restaurovány předmět z depozitáře, posléze v roce 2007 vznikla Hrdličkova a indiánský expozice a v roce 2009 byla otevřena expozice loutek. V roce 2011 bylo muzeum rekonstruováno a zajištěn bezbariérový přístup. V roce 2014 byla otevřena expozice Jak se žilo, jak se šilo.

## Expozice
Sbírky byly získávány postupně od roku 1894, v muzeu je instalováno několik stálých expozic.

### Jak se žilo, jak se šilo
Expozice pod názvem Jak se žilo, jak se šilo byla otevřena 30. května 2014, v expozici je uvedena běžná domácnost minulého století, v ní je umístěn šicí stroj, pomůcky k šití a švadlena, v místnosti je také obuvník.

### Antropologická expozice
Expozice, která se zabývá antropologií je zaměřena na historii Země a na biologii člověka, antropologii a na její studium dle Aleše Hrdličky, teoretika antropologie o jednotném původu lidstva.

### Hrdličkova expozice
Expozice pod názvem Hrdličkova expozice byla založena 15. června 2007, zabývá se osobou Dr. Aleše Hrdličky, v první části expozice je ukázán život, dílo a vědecká práce Aleše Hrdličky, uvedena je i ukázka pracovny antropologa s rukopisy, dopisy a drobnými předměty z osobního života. V druhé části expozice je ukázána typická indiánská vesnice s modely indiánů, modelem týpí s indiánskými hračkami, hudebními nástroji, zbraněmi a dalšími předměty. Aleš Hrdlička žil od 13 let ve Spojených státech, kde vystudoval lékařství a antropologii a posléze se věnoval studiu indiánských kmenů.

### Národopisná expozice
Expozice byla po rekonstrukci v letech 2001 a 2002 znovu otevřena 17. května 2002, v roce 2005 byla znovu rozšířena o rekonstruované předměty ze sbírek muzea, zabývá se národopisem a tradicemi oblasti okolí Humpolce, je uvedena typická světnice venkovského stavení z 19. století, uvedeny jsou i příklady hospodářské a řemeslné výroby z Humpolce a okolí. Uvedeny jsou ukázky z oblasti soukenictví, ukázky lidového kroje, obřadních rouch a uvedena je i měšťanská jizba.

### Expozice loutek
Expozice loutek byla otevřena 9. července 2009, umístěna je v podzemních prostorech muzejní budovy, v první části expozice jsou zachyceny informace o vzniku a vývoji loutkového divadla v Humpolci, součástí této části expozice jsou 4 nejstarší loutky z let 1920 až 1930. V druhé části expozice jsou uvedeny příklady 10 pohádkových scén z celkem 60 loutek, ty byly muzeu zapůjčeny lékařem Vojmírem Kubíčkem a ženou doktora Kubíčka, tito s nimi mezi lety 1964 a 1970 hráli v prostorách nemocnice loutkové divadlo. V hrací části expozice je možnost si s několika loutkami a maňásky pohrát, tato část je určena převážně pro děti.

### ExpozicePeklo
Expozice pod názvem Peklo byla vytvořena jako stálá výstava, vytvořili ji žáci výtvarného oboru ZUŠ Gustava Mahlera pod vedením Evy Moravcové. Výstava se týká pokladů, permoníků a čertů v okolí Humpolce, kde se těžily drahé kovy.

### Mineralogická sbírka
V únoru 2003 byla otevřena stálá výstava minerálů, tu muzeu zapůjčili Pavel Vichr a Martin Sýkora, jsou uvedeny vzorky minerálů z Vysočiny, od roku 2004 probíhá dalším výzkumem rozšiřování sbírky.